# スターリン批判
スターリン批判（スターリンひはん）とは、1956年のソ連共産党第20回大会におけるソ連共産党第一書記のニキータ・フルシチョフによる秘密報告「個人崇拝とその結果について」（ロシア語: О культе личности и его последствиях）のこと。
そこではヨシフ・スターリン執政期における政治指導や粛清の実態が暴露され、その原因として個人崇拝が批判された。このフルシチョフ報告に前後してスターリン時代の思想や政策が批判され、ソビエト連邦の政治・社会の画期をなすとともに、世界各国の共産主義運動に影響を与えた。
本項目では、フルシチョフ報告と、これをめぐる政治の展開やその影響について扱う。フルシチョフ報告前後のソ連および各国における政治や社会の変化については非スターリン化を参照のこと。

## 前史

### スターリン時代の政治と社会
1924年にウラジーミル・レーニンが死去すると、スターリンは権力を自身の手に集中させ、ソ連の急速な社会主義化を推し進めた。国際的には、資本主義国であるアメリカやイギリス、ファシズム国家であるナチス・ドイツ、軍国主義である日本などソ連と対立する国々に囲まれており、ソ連は内外に緊張を抱えていた。こうした状況のなかで、スターリンは強権的・独裁的な政治体制を作りあげ、大粛清によって数百万人におよぶ国民・党員・外国人が政治犯として逮捕され、処刑されるかシベリアをはじめ各地の政治犯強制収容所で強制労働に従事させられた。こうした政治は、「社会主義の建設が進めば進むほど、帝国主義に援助された"内部の敵"の反抗も激烈になる」という、いわゆる「階級闘争激化論」によって正当化された（政治理論としての「スターリニズム」）。
第二次世界大戦にソ連が勝利するとソ連の国際的影響力は強まり、スターリンはソ連内部だけでなく国際共産主義運動に君臨し、各国の共産党・労働者党を強権的に指導してアメリカなどとの東西対立に臨んでいた。東アジアでは、朝鮮労働党や中国共産党への指導を通じて朝鮮戦争に関与し、アメリカ軍の後方攪乱のために日本共産党に武装闘争路線をとらせた。1952年に開かれたソ連共産党第19回大会は、スターリンへの賛美と崇拝によって彩られていた。

### スターリン死後のソ連政治の動き

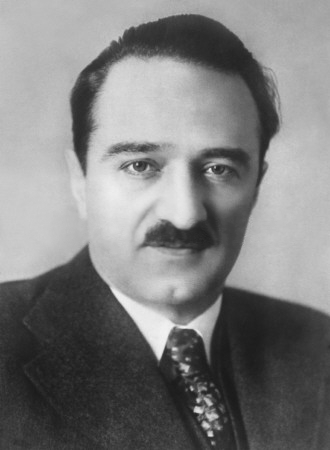
スターリン批判のもう一人の立役者であったアナスタス・ミコヤン。

1953年3月5日にスターリンが死去すると、ソ連共産党は集団指導を掲げ、集団指導体制に移行し、閣僚会議議長（首相）にゲオルギー・マレンコフ、第一副首相にラヴレンチー・ベリヤ（内相）、ヴャチェスラフ・モロトフ（外相）、ニコライ・ブルガーニン（国防相）、ラーザリ・カガノーヴィチ、副首相にアナスタス・ミコヤン（商業・貿易相）、党中央委員会筆頭書記にニキータ・フルシチョフといった体制となった。新政権では、まずベリヤが脱スターリン化を推し進め、直近の粛清の取り消しや大赦令の発布、立憲主義・法治主義の強調などを行った。ベリヤは、外交面では東ドイツやハンガリーに対して、従来の社会主義化を修正するように働きかけた。しかし、東ベルリンでの暴動の発生によって、社会主義権力が揺らぐことを警戒したフルシチョフらは、ベリヤを国家反逆罪で逮捕し失脚させた。以後、ソ連共産党の公式発表ではベリヤの企みによってスターリンが誤った行動に導かれたとされた。
他方で、ソ連社会では下からのスターリン批判の動きも生じた。収容所の政治犯たちによる待遇改善や釈放を求める動きが起こり、ボリシェヴィキ以来の古参の党員や歴史家らのグループは、レーニン追慕を通じたスターリン批判を展開した。また、文学者ではイリヤ・エレンブルグが小説『雪どけ』を発表するなどの動きが生じた。マレンコフ首相は、軽工業の重視、西側との平和共存外交などを通じて非スターリン化を図ったが、フルシチョフ筆頭書記は重工業を重視するスターリン路線を継承することを主張し、1955年にマレンコフは首相を辞任した。とはいえ、フルシチョフもユーゴスラビアとの関係正常化のなかでスターリンの責任を認める立場をとり、ミコヤンは古参党員らと結びついて大粛清の調査と処刑・除名された元党員の名誉回復を主張し、ピョートル・ポスペーロフを責任者として調査が行われることとなった（ポスペーロフ委員会：英語版）。

## スターリン批判（1956年）

### フルシチョフ報告の経緯
ポスペーロフ委員会による調査報告は、ソ連共産党第20回大会を直前に控えた1956年2月9日に中央委員会幹部会で行われた。同報告は国家保安委員会（КГБ）の資料に基づいて、(1) 1935〜40年のあいだに1,548,366名が逮捕され、688,503名が銃殺されたこと、(2) 粛清は共産党・国家機関・地方機関・経済組織・軍・内務人民委員部などの指導者層を広く呑み込んだこと、(3) 特に1934年の全連邦共産党 (ボリシェヴィキ)第17回大会で選出された中央委員と同候補139名のうち98名が銃殺され、大会代議員およびオブザーバー1,966名のうち1,108名が逮捕され、うち848名が銃殺されたこと、(4) 処刑された者のなかにはドイツ人・ポーランド人・ラトビア人・朝鮮人など多くの外国人が含まれていたこと、(5) 大量逮捕にあたって反ソ団体のでっち上げが行われ、逮捕者には暴行・拷問・脅迫など違法な手段が系統的に用いられたこと、(6) こうした大量抑圧がスターリンの指示・承認のもとに行われていたことを明らかにした。
スターリンによる大粛清の全貌を明らかにしたこの報告は幹部会員に衝撃を与え、フルシチョフやミコヤンは党大会で報告すべきであると主張したが、この時点では誰がどのように報告を行うかは決まっていなかった。大会前日の2月13日に開かれた幹部会で、この問題についての報告をフルシチョフが行うこと、この報告を大会の秘密会で行うことを決定した。同日に行われた中央委員会総会は、内容が伏せられたうえでフルシチョフ報告が行われることを承認した。このように、フルシチョフ報告は大会の直前になって行うことが決められたのである。秘密報告の文案づくりは大会会期中に行われ、まずポスペーロフが下書きし、これにフルシチョフが口述筆記で補足し、ドミトリー・シェピーロフ（モロトフに代わる新外相）やミハイル・スースロフ（党幹部会員）が加筆・修正し、報告2日前の2月23日に完成し幹部会員に回覧された。

### ソ連共産党第20回大会

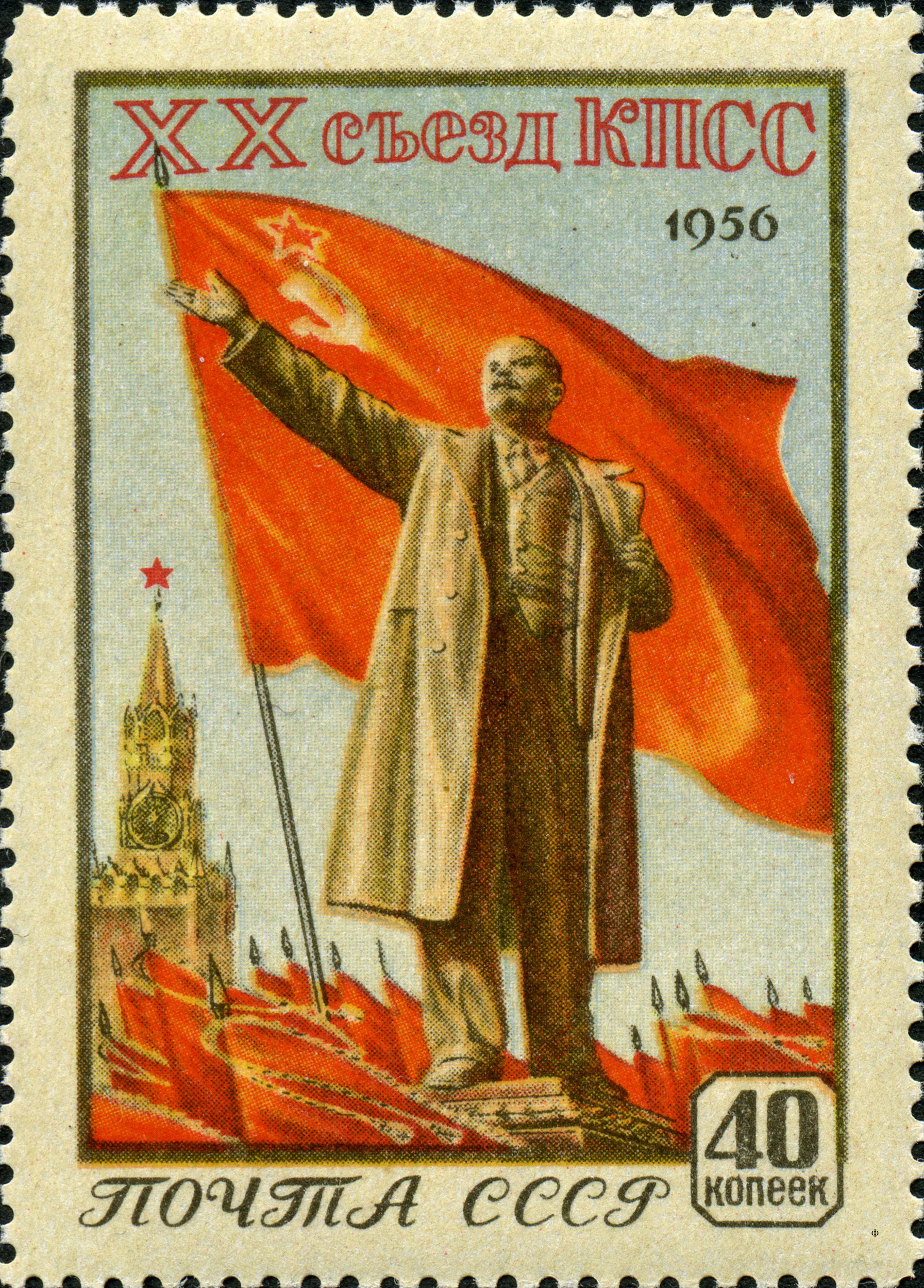
第20回党大会の記念切手。レーニン像が描かれる一方、スターリンは描かれていない。

1956年2月14日から開催されたソ連共産党第20回大会は、スターリンが死去して最初の大会であり、個人独裁体制から集団指導体制への転換をはじめ、国内政策や外交政策などの新たな路線の決定など広い意味での「非スターリン化」が予定されていた大会であった。大会初日に行われた党第一書記のフルシチョフによる中央委員会報告（一般報告）では、外交政策としては平和共存路線を提起し、帝国主義諸国とのあいだの戦争を防止する可能性があること、各国が社会主義に移行するにあたり暴力革命だけでなく議会制民主主義による平和革命など多様な可能性があることなどを述べ注目された。国内政策としてはベリヤを大粛清の担い手として非難して法治主義を強化することを述べるとともに、個人崇拝がマルクス・レーニン主義の精神とは無縁であって党内の集団指導と人民大衆の役割が重要であることなどを指摘した。
大会討論では、レオニード・ブレジネフ（カザフスタン党第一書記）、А.Б.アリストフ（党中央委員）、スースロフ、マレンコフが中央委員会報告に沿って法治主義や個人崇拝との闘争について発言を行った。特に強い調子で発言したのがミコヤンであり、過去20年間における個人崇拝と集団指導の欠如を指摘し、スターリンを名指しして著書の内容を批判してスターリン理論の修正を訴えた。また、歴史学者のА.М.パンクラートヴァ（『歴史の諸問題』編集長、党中央委員）は、党史研究において個人崇拝と闘争する必要があることを述べ、『レーニン全集』第4版の編纂上の問題やスターリン時代の歴史評価を修正するべきことについて発言した。他方で、モロトフ（前外相、党幹部会員）は個人崇拝の問題に一切触れず、カガノーヴィチ（第一副首相、党政治局員）はこの問題は解決済みであるとほのめかすなど、非スターリン化に消極的な党幹部もいた。

### 秘密報告の内容

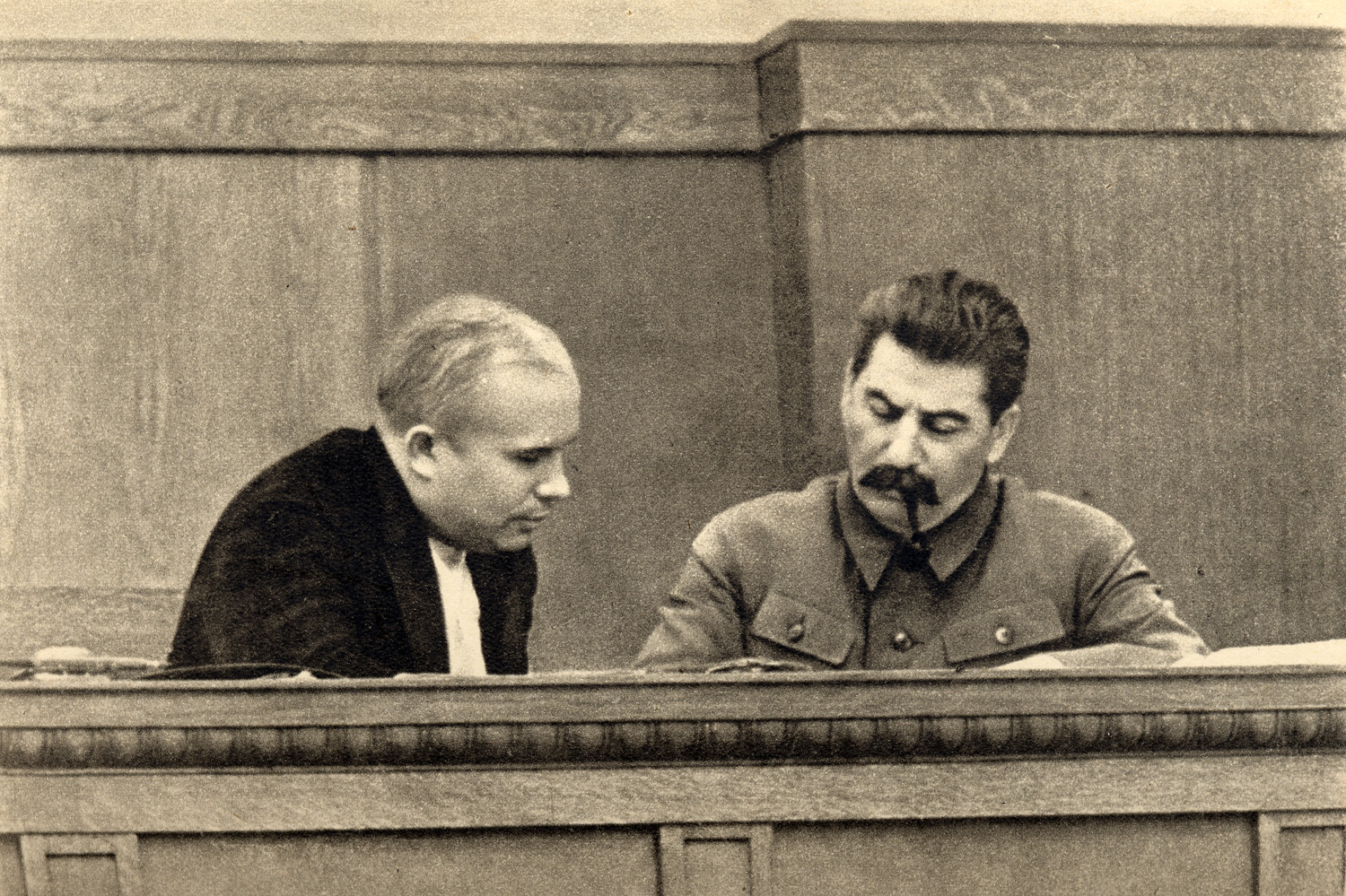
フルシチョフとスターリン（1936年撮影）。フルシチョフがスターリンの側近であったことは周知の事実であった。

フルシチョフの秘密報告「個人崇拝とその結果について」は、1956年2月25日に行われた。会議は秘密会とされ、これまで出席していた外国の共産党・労働者党の代表は招かれていない。秘密報告は、スターリンの名前を挙げて、個人崇拝・独裁政治による粛清の事実および戦争指導や内外政策上の問題点を公表した。特に、全領土で吹き荒れた大粛清の契機となったセルゲイ・キーロフ暗殺に至る陰謀について詳細に明かされた。フルシチョフの秘密報告の要旨は以下の通りである（下記外部リンク参照、共産主義者特有の言い回しが随所に登場するが、基本的にそのまま引用した）。
1. 個人崇拝はカール・マルクス、レーニンによって戒められていたにもかかわらず、レーニンの死後、党と国家の指導者となったスターリンは、自らを対象とした個人崇拝を許すどころか奨励し、党生活や社会主義建設に重大な障害をもたらした。
2. すでにレーニンはスターリンの指導者としての資質に問題があることを指摘し、彼を書記長職から異動させることを提案していた。レーニンの死後、スターリンはこうしたレーニンの忠告に耳を傾けるそぶりを見せたため、彼はその後も書記長職に留まった。だが彼はほどなく本性を現し、党生活の規律を無視して専横するに至った。
3. 1934年の第17回党大会で選出された中央委員・同候補139名のうち、70パーセントにあたる98名が（主に大粛清の際）処刑された。党大会の代議員全体を見ても、1,966名のうち1,108名が同様の運命をたどった。彼らに科せられた「反革命」の罪状は、その大半が濡れ衣であった。
4. スターリンの弾圧はソ連社会の各方面で活躍する活動家、さらにおびただしい数の無辜の市民に及んだ。彼らに科せられた「トロツキスト」「人民の敵」その他の罪状は、これまたでっちあげであった。
5. アドルフ・ヒトラーは権力掌握時からソビエト連邦への攻撃と共産主義抹殺の意図を隠さなかったにもかかわらず、スターリンはヒトラー・ドイツに対する防衛の準備を怠り、それどころか有能な多くの軍事指導者をその地位から追放、逮捕、さらには処刑に追いやった。大祖国戦争の初期の戦闘において赤軍が重大な敗退を喫し、兵士、市民に莫大な犠牲者を生じた責任はスターリンにある。
6. スターリンの専横ぶりは、第二次世界大戦後のソ連と社会主義兄弟国との関係にも悪影響を及ぼした。その最も際立った重大な例はヨシップ・ブロズ・チトー率いるユーゴスラビアとの関係悪化であり、当時両国間に生じた問題は、同志間の話し合いで解決できなかったものは何一つなかったのに、「俺が小指一本動かせばチトーは消えてなくなる」と言い放ったスターリンの傲慢な態度が原因で両国関係は決裂し、ユーゴを敵対陣営に追いやってしまった。
7. こうした個人崇拝を政治局員たちが止められなかった理由は、スターリンが大きな声望と共感と支持を持っていたこと、抵抗すれば弾圧の対象となったこと、政治局会議すらたまにしか開かれなかったこと、政治局員にも疑いの目が向けられていたことが挙げられる。

報告では、カガノーヴィチ、モロトフ、ヴォロシーロフ、ミコヤン、マレンコフがスターリンの協力者として登場していたが、その一方でモロトフ、ヴォロシーロフ、ミコヤンは弾圧を受けそうになった人でもあると指摘されている。さらに、フルシチョフとブルガーニンが粛清に批判的な会話をしていたというエピソードが盛り込まれた。しかし、フルシチョフは自分がスターリンの下でどれだけ忠実に動いたのかを明言しなかった。大粛清に積極的に加担し、自身の出世に利用した点も考慮する必要があると言える（もっとも、スターリンの生前は「NO」ということはすなわち「死」を意味することであり、一般国民だけでなく党や政府などスターリンに仕える立場にあるものまで生命の危険に晒されていた）。そして、演説の最後はこの報告を党外や新聞に洩らしてはいけないと強調した。
フルシチョフの秘密報告に対して、あまりの内容に会場から声も出なかったという。発言の通告はなかったと思われ、大会の議長を務めていたブルガーニンが「個人崇拝の完全な克服」、「その諸結果の一掃」、「党指導の集団性の厳密な実践」などの用意されていた決議を提案し、満場一致での採決を確認した。また、フルシチョフ報告および決議を公開せず、党組織には伝達することを決議した。これで秘密会議は終わり、大会は最後の議事日程に移った。

### 報告の広まり

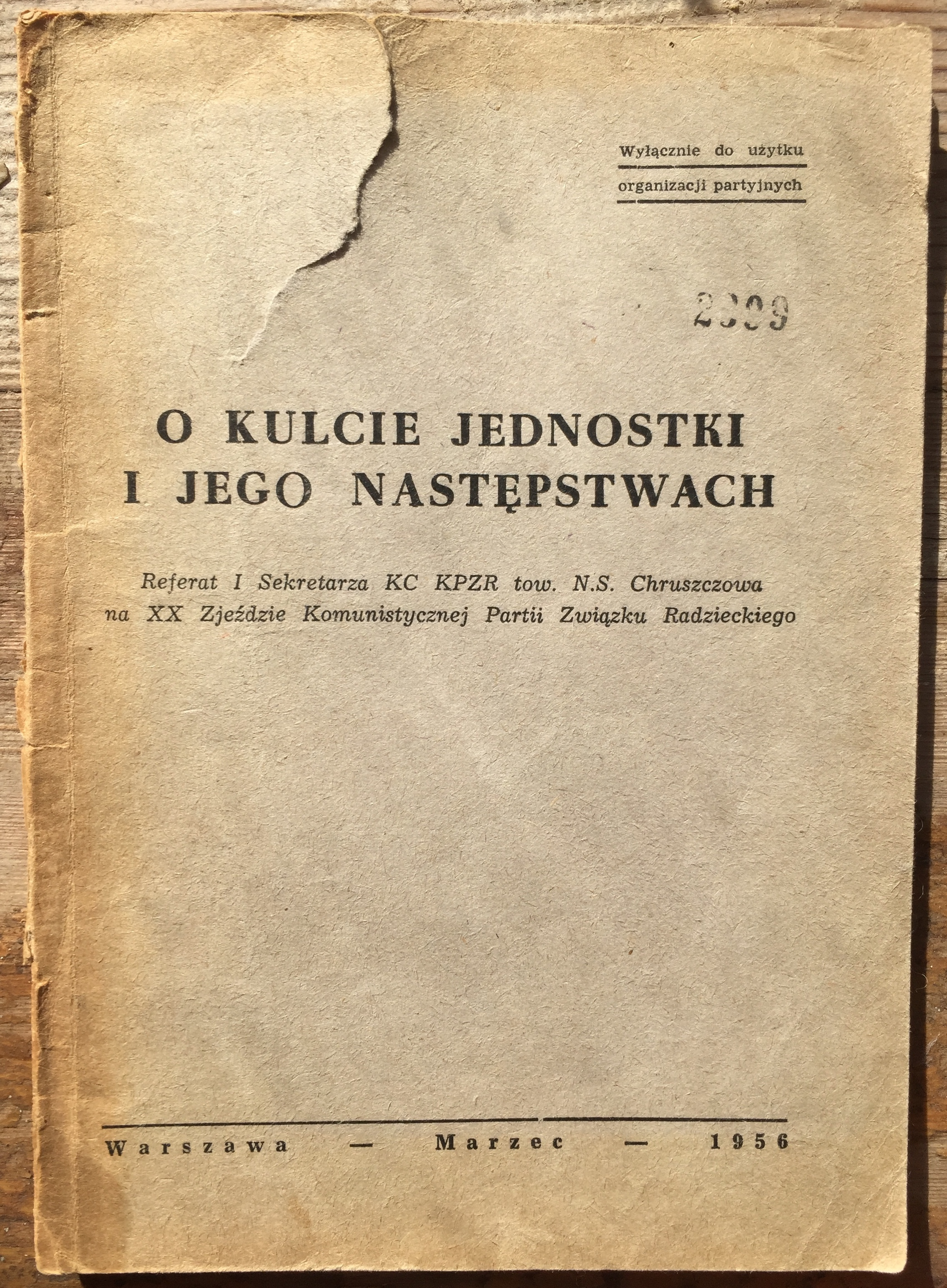
ポーランド統一労働者党によって関係者向けに作られたフルシチョフ報告の冊子（1956年）

第20回党大会で決められたように、フルシチョフ報告は公表されず、ソ連共産党の内部に伝えられるものであった。公式発表としては、党機関紙『プラウダ』2月27日付の論説「レーニン主義の旗のもとに」において、中央委員会報告に基づいて個人崇拝批判の問題を特に重要であるとした。大会に参加した外国の共産党幹部のうち13名に対して秘密報告と決議を見せることを決定し、3月1日付で演説内容を印刷した。ソ連共産党の外国共産党・労働者党連絡部が作成した13名のリストによると、序列第1位が中国共産党の朱徳、以下、フランス共産党のモーリス・トレーズ、イタリア共産党のパルミーロ・トリアッティ、チェコスロバキア共産党のアントニーン・ノヴォトニー、ブルガリア共産党のヴルコ・チェルヴェンコフ、さらにアルバニア労働党、ハンガリー勤労者党、ルーマニア共産党、ポーランド統一労働者党のボレスワフ・ビェルト、ドイツ社会主義統一党、朝鮮労働党の崔庸健、モンゴル人民革命党、ベトナム労働党のチュオン・チンが並んでいる。また、特に重要な朱徳やトレーズには事前に見せた可能性がある。これ以外の党に対しても、重要度に応じて順次閲覧をさせたが、ノルウェー共産党、スウェーデン共産党、日本共産党などには閲覧は行われていない。
フルシチョフ報告は、各国の共産党において内容を広められた。大会後の最初の外国訪問先であるポーランドでは、スターリン批判の衝撃のあまりモスクワで心臓発作を起こして死亡したポーランド統一労働者党第一書記のボレスワフ・ビェルトの後継者を選ぶ会議にフルシチョフが参加し、スターリン批判の意義を説明する演説を3月20日に行った。同党はフルシチョフ報告のポーランド語訳を作成・配布し、東欧諸国でもっともスターリン批判が知られることとなった。また、ソ連による国際共産主義運動の見直しの一環として、4月17日にコミンフォルムの解散と機関紙『恒久平和のために人民民主主義のために!』の発行停止を関係8党中央委員会と共同で声明した。6月に入るとユーゴスラビアのチトー大統領がモスクワ入りし、スターリン批判を踏まえてソ連・ユーゴの両政府および両党の関係回復について6月20日に合意した。
ソ連国内では、フルシチョフ報告が広く知られるような措置が取られた。3月5日に開かれた党幹部会は、秘密報告を「印刷禁止」として党州委員会・地方委員会と共和国党中央委員会に送り、「すべての党員とコムソモール員、また非党員の労働者、職員、コルホーズ農民の活動分子に知らせる」ことが決定され、3月7日付で印刷に回された。パンフレットには通し番号が振られ、返却が義務付けられた。こうした措置もあって、一様ではないにせよフルシチョフ報告はソ連国民に広く知られることとなった。会合の場でパンフレットが読み上げられたり、党幹部が講演に派遣されたりした。知識人のなかには自主的な動きを試みた者もいたが、共産党はその統制を図った。10月23日にハンガリー動乱が起こると統制強化は決定的となり、公式発表以上のスターリン批判は封じ込められることとなった。
スターリン批判が世界中に知られるきっかけとなったのは、6月4日にアメリカ国務省がフルシチョフの秘密報告の英文訳を発表したことである。これは3月1日付のパンフレットに基づくものであった。中央情報局（CIA）長官アレン・ウェルシュ・ダレスはこの演説内容を入手するために、金に糸目をつけなかったという。『ニューヨーク・タイムス』6月5日付はこの全文を紙面に掲載し、大きな反響を与えた。ソ連以外の多くの共産党・労働者党の幹部はフルシチョフ報告の存在を知っていたため、党員や国民への説明に苦慮した。イタリア共産党書記長のトリアッティやアメリカ共産党書記長のユージン・デニスはスターリン批判を発表し、フランス共産党はアメリカ国務省が秘密報告を発表したことを遺憾とした。日本共産党は秘密報告の公表を黙殺した。こうした事態に対してソ連共産党も対応を余儀なくされ、6月30日の中央委員会決定「個人崇拝とその諸結果の克服について」（О преодолении культа личности и его последствий）が7月2日に発表された。この文書では、個人崇拝が起こった理由をソ連建設の客観的・歴史的条件とスターリンの個人的資質に求め、スターリンの独裁的支配にもかかわらず党内には「レーニン的中核」が存在していたこと、「個人崇拝の非難をソビエト社会制度の本質に求めようとするのは、たいへんな間違い」であるとし、共産党とソビエト政権を擁護した。

## 影響

### ソビエト連邦
ソ連共産党によるスターリン批判に前後して、スターリン執政期に銃殺・投獄・追放された人々の名誉回復が行われた。秘密警察の活動もスターリン時代よりは緩められ、政治・経済・文化・社会にさまざまな「非スターリン化」が推し進められた。しかし、その後も秘密警察が国民を監視するという恐怖支配の構図はソビエト連邦の崩壊まで変わらなかった。また、秘密報告の中で民族強制移住の被害者として言及された民族のうちカラチャイ人・カルムイク人・チェチェン人・イングーシ人・バルカル人は名誉回復が行われ、故郷での自治領が再建された（カラチャイ・チェルケス自治州、カルムイク自治州、チェチェン・イングーシ自治共和国、カバルダ・バルカル自治共和国）。その一方で、クリミア・タタール人とヴォルガ・ドイツ人は名誉回復がなされず、自治領再建も認められなかった。
スターリン批判と非スターリン化の政治過程のなかで、フルシチョフがソ連共産党・政府の主導権を握ることとなった。別の言い方をすれば、フルシチョフが権力を握る過程でスターリン批判が行われたのである。これに対して、1957年にマレンコフ前首相、モロトフ前外相、ブルガーニン首相、カガノーヴィチ第一副首相らがフルシチョフの内外政策を批判してフルシチョフの失脚を図ったが失敗し、逆に彼らが失脚することとなった（反党グループ事件）。これによりフルシチョフの権力基盤は安定し、1964年に失脚するまでフルシチョフ体制が続くこととなった。
保阪正康の指摘によると、ソ連では少年期にこの出来事を通過した世代（フルシチョフ世代）は「権威が失墜するさま」を実際に目撃したため、のちに生まれる「ブレジネフ世代」よりリベラルな考え方を身につけることになる。ソ連最後の指導者となったミハイル・ゴルバチョフもその一人である。
1997年11月6日のモスクワ放送では『十月革命の起きた1917年から旧ソ連時代の87年の間に6200万人が殺害され、そのうち、4000万が強制収容所で死んだ。レーニンは社会主義建設のため国内で400万の命を奪い、スターリンは1260万の命を奪った』と放送した。

### ヨーロッパ

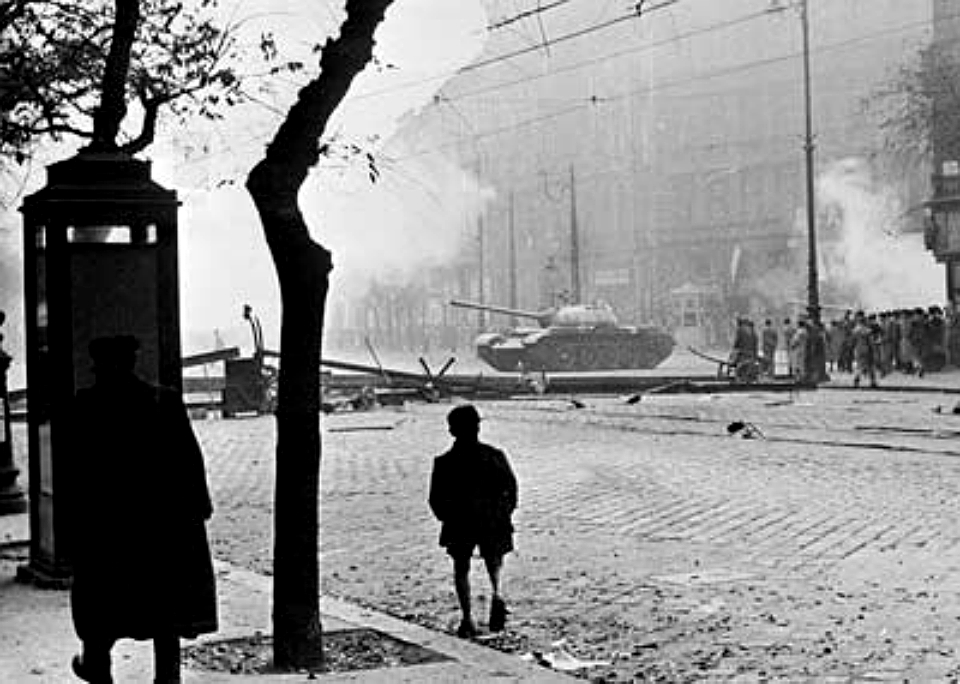
ハンガリー動乱（1956年）。首都ブダペストを制圧するソ連軍

#### 東ヨーロッパ
ソ連の影響下にあった東ヨーロッパ諸国では、スターリン批判はソ連支配の権威を揺るがした。ポーランド西部の都市ポズナンでは、1956年6月28日に給料の未払いに端を発する大衆デモが自由化・脱社会主義化を求める大衆暴動へと発展し、ポーランド軍が投入されて鎮圧される事件が発生した（ポズナン暴動）。ポーランド統一労働者党は失政を認め、10月21日にヴワディスワフ・ゴムウカが党第一書記に正式に就任し、非スターリン化政策を推し進めた。一方、ハンガリーでは知識人や民衆の反ソ連感情が高まり、スターリン主義者の前党書記長ラーコシ・マーチャーシュらによる勤労者党支配への反発が強まった。ソ連は駐ハンガリー大使ユーリ・アンドロポフやハンガリーに派遣したスースロフらから不穏な現地情勢を察知しており、10月23日に民主化を求める民衆蜂起が起こるとただちにソ連軍を出動させ、最終的に鎮圧した（ハンガリー動乱）。ソ連軍はハンガリー勤労者党を解散させてハンガリー社会主義労働者党に再編させ、カーダール・ヤーノシュが党書記長に就任して非スターリン化を進めさせながら、これまで非スターリン化・非ラーコシ化を進めていたナジ・イムレを逮捕・処刑し、ハンガリー動乱の責任を負わせた。

#### ユーゴスラビア
ソ連とユーゴスラビアはスターリン批判の前後を通じて関係改善の道を歩みだしていたが、1957年にはふたたびフルシチョフとチトーの会談が実現した。両国は関係改善を通じて国際政治への影響力強化を狙っていたと思われるが、結局、1957年11月の共産党・労働者党代表者会議にチトーは出席せず、ユーゴ代表団は宣言にも署名しなかった。ユーゴスラビア共産主義者同盟は1958年4月に新しい綱領を採択し、ソ連の覇権主義・官僚主義を批判して、ユーゴ独自の社会主義路線である自主管理社会主義を確認した。その結果、ソ連とユーゴの関係はふたたび悪化することとなった。

#### 西ヨーロッパ
資本主義・議会制民主主義下にあった西ヨーロッパ諸国の共産党では、スターリン批判は直接的な影響はなかったものの、スターリンを信じてきた一般党員のなかには動揺も生じ、党内運営のあり方や社会主義の理念に対する疑問に党幹部は答えなければならなかった。さらに、ハンガリー動乱がソビエト政権や共産党に対する悪印象を決定的なものにし、少なくない党員や支持者が事件を批判し党を離れる結果を招いた。

### アジア

#### 中華人民共和国
スターリン批判は中華人民共和国との関係に深刻な亀裂を生み出した。フルシチョフ報告は直ちに持ち帰られ、3月15日の中国共産党書記局会議、3月19日と3月24日の党拡大政治局会議で検討された。毛沢東はスターリンは7分の正しさ、3分の誤り(「七分功、三分過」。皮肉にも後には毛沢東自身の評価にもなる)という評価を打ちだし、『人民日報』4月5日付の論説「プロレタリアート独裁の歴史的経験について」を発表して、フルシチョフ報告におけるスターリンの全面否定を批判した。同論文はスターリンを「真のレーニン主義者」と持ち上げ、党幹部は中ソ関係やソ連内政への批判的発言を行うようになった。それでも、同年9月15日から9月27日にかけて開かれた中国共産党第8回大会では、綱領から「毛沢東思想」の言葉を削除し、党中央政治局による集団指導と法の支配を打ちだした。さらに知識人に対して言論の自由を認める政治運動「百花斉放百家争鳴」を行い、一定の非スターリン化を進めた。しかし、ハンガリー動乱が起こるとソ連の軍事介入を支持し、個人崇拝批判には消極的になった。他方で、毛沢東は1950年代後半においてフルシチョフの平和共存政策に対する反発を強め、1960年代には中ソ対立が表面化した。中国はソ連を「修正主義」と批判し、ソ連は逆に中国を「教条主義」と批判した。中国は世界各国に自らの立場を宣伝した。日本でも、『プロレタリアート独裁の歴史的経験について』（外文出版社、1956年）や『国際共産主義運動の総路線についての論戦――レーニン主義なのかそれとも社会帝国主義なのか？』（外文出版社、1965年）などの中国共産党の立場を宣伝する日本語刊行物を発行して、スターリンを擁護し、ソ連共産党を「修正主義者」「反革命」などと攻撃した。こうして両国の関係は急速に悪化し、1960年代から1980年代にかけて中国とソ連はことあるごとに対立することとなった。

#### 朝鮮民主主義人民共和国（北朝鮮）
朝鮮民主主義人民共和国（北朝鮮）ではすでに金日成首相・労働党委員長がスターリン型の支配体制を築き上げており、スターリン批判が北朝鮮に及ぶことに否定的であった。すでに1955年の初めにはソ連における金日成への個人崇拝が問題となっており、これに対し金日成は12月にソ連偏重の文化政策を批判し「主体」を重視する発言を行っていた。金日成は、朝鮮労働党は党創立以来、集団指導の原則が守られてきたと主張し、4月23日から4月29日にかけて開かれた朝鮮労働党第3回大会で金日成は「他人のものを機械的に受け入れ、鵜呑みにする教条的な方法」を批判し「主体(チュチェ)」の構築を主張し、スターリン批判の北朝鮮への適用を暗に批判するなど、主体思想の原型の一つとなる演説を行った。また、「朝鮮の党にとっては「個人崇拝」とは、朴憲永崇拝のことである」との主張も行っている。さらに、1956年6月から8月にかけて党内対立が激化し、延安派とソ連派の幹部が金日成を個人崇拝として批判を行ったが、逆に金日成が勝利することとなった（8月宗派事件）。その後、1958年までに批判を行った幹部は粛清され、北朝鮮とソ連との関係は冷却化した。金日成政権は個人独裁を強め、その後、出身成分制度が確立され、敵対階層に対する容赦のない弾圧が始まる。また、自由主義思想をもって個人崇拝批判に同調するインテリに対しても攻撃を強めた。

### 日本
ソ連共産党第20回大会は、日本でも大いに注目された。フルシチョフによる中央委員会報告（一般報告）やミコヤンの個人崇拝批判の演説などが、日本共産党機関紙『前衛』、総合誌『世界』および『中央公論』などに掲載された。この他、日本共産党中央委員会翻訳委員会訳『ソ同盟共産党大会 第20回』全4分冊（合同出版社・合同新書7-10、1956年）、野中昌夫・橋本弘毅・山田茂勝（訳編）『フルシチョフ報告・ミコヤン演説――ソ同盟共産党第20回党大会』（青木書店・青木文庫、1956年）などが翻訳・刊行された。フルシチョフ報告をアメリカ国務省が発表すると、日本でも本格的にスターリン批判が問題になり、その全文が『中央公論』71巻8号（1956年8月）に掲載された。（なお、その後にフルシチョフ報告は志水速雄の翻訳によって『フルシチョフ秘密報告「スターリン批判」』（講談社学術文庫204、1977年）として出版されたが、和田春樹の指摘によると、1970年代に西欧に現れた偽書に基づく翻訳である。）
一方で、フルシチョフ報告に対する日本共産党の態度は慎重であった。同党は1956年3月6日から3月8日に開かれた第5回中央委員会総会でソ連共産党第20回党大会について議論をして大会決定を学習することを決めたが（『アカハタ』1956年3月24日付の「ソ同盟共産党第20回大会について」で発表）、この時点ではまだフルシチョフ報告の存在を把握していなかった。ソ連共産党第20回大会には、北京機関から袴田里見（旧国際派）と河田賢治（旧所感派）が参加していたが、フルシチョフ報告の閲覧は許されていなかった。袴田と河田はその足で北朝鮮に渡り朝鮮労働党第3回大会（1956年4月23～29日）に参加した後、北京でフルシチョフ報告の情報を手に入れたので、在北京のソ連大使館に行き、パーヴェル・ユージン大使の許可を得て2日間かけて閲覧したという。しかし、アメリカ国務省による秘密報告の公表以後も、日本共産党はこれは外国の党の問題であるとして正面切っての批判は避けた。
それでも、日本共産党の内部では、さまざまな形でスターリン批判が受け止められ、非スターリン化が試みられた。スターリンの死後、同党が分裂と武装闘争路線に終止符を打ち、新しい運動路線を確立しようとするなかでスターリン批判は行なわれた。すでに1955年の第6回全国協議会（6全協）では、党の再統一と武装闘争路線の批判を正式に決定し、ソ連共産党に倣って政治局と書記長ポストを廃止して、代わって幹部会と第一書記ポストに名称を変更していた。1956年6月28日から6月30日の第7回中央委員会総会では、ソ連共産党第20回大会で示された平和共存路線を受けて、51年綱領の武装闘争路線に関わる部分を抜本的に改訂する必要があるとした。以後、1961年の第8回党大会にかけて、党綱領の改訂と運動路線に関する議論が公然と行なわれることになった。例えば、若き党員理論家であった上田耕一郎は、『戦後革命論争史』上下巻（大月書店、1956-57年）を刊行した。この本で上田は、「この書は、ある意味ではフルシチョフのいわゆる「秘密報告」によるスターリン非難から受けた大きな衝撃の結果として生れたものである」と冒頭で述べ、敗戦後から1956年当時までの日本におけるマルクス主義の理論史を整理・再検討することを試みた。しかし後に、本の内容が「清算主義的である」として党から批判を受けることとなり、上田は1964年に自己批判して同書を絶版にした。
さらに、より根本的な方針転換を要求し、党の批判を行なうグループも生まれた。これに対して、党指導部はスターリン批判が過度に行なわれることを警戒して統制を行なった。その結果、1961年の第8回党大会にかけて、急進的な社会主義革命をめざすトロツキストや、革命ではなく漸進的・改良的な方法による社会主義への転換を目指す構造改革派などが相次いで日本共産党を離党することになった。構造改革派の場合、井汲卓一や長洲一二らが『現代マルクス主義　反省と展望』全3巻（大月書店、1958年）などを刊行して共感する党員を集め、主流派とは異なる独自路線を追求したため除名された。トロツキストの場合、黒田寛一や太田竜らは、新しい前衛党をつくるため1957年に日本トロッキスト聯盟を結成した。これとは別に、1958年には全日本学生自治会総連合の活動家であった香山健一や森田実らが共産主義者同盟（ブント）を結成した。これらの諸党派が日本の新左翼を形づくってゆくことになる。
スターリン批判は、共産党とその周辺だけでなく学術分野にも及んだ。例えば丸山真男は、スターリン批判とその取り扱い方に対して、道徳的感傷主義と通俗的意味におけるマキャベリズムが見られるとして、「政治の論理」の存在を指摘した。また、マルクス主義的な従来の学説を批判・相対化する議論が注目されるようになった。歴史学では、それまでの「単純な階級闘争史観」が一気に打ち破られ、歴史認識における多様な視点を生み出す条件を創り出す一要因となったという指摘がある。蠟山政道は、経済成長による日本社会の変化によって、従来のマルクス主義による階級社会論では解けない大衆社会が日本で出現したことから、「大衆社会論」が盛んになったと指摘している。

## 第二次スターリン批判（1961年）
数年後、もう一度フルシチョフによるスターリン批判が行われた。この結果、1961年10月31日の夜から11月1日の朝方にかけて、スターリンの遺体はレーニン廟から撤去され、燃やされた。岩間徹はこれを「遺体をどこかへ移してまで、非スターリン化をやろうというのだから、今でもまだスターリン主義は厳然たる権威を持ち続けていると言わねばなるまい」と評している。
時は流れ1987年11月7日、在任中のゴルバチョフ書記長がロシア革命70周年記念式典でスターリンを批判し、レーニンもスターリン主義の元凶として批判した。